# Nymphon residuum
Nymphon residuum är en havsspindelart som beskrevs av Stock, J.H. 1971. Nymphon residuum ingår i släktet Nymphon och familjen Nymphonidae. Inga underarter finns listade i Catalogue of Life.